# Jane Lindell Ljunggren
Jane Lindell Ljunggren född 1954 är en svensk enhetschef och äldreomsorgsexpert. Hon medverkade bland annat 2013 som expert i SvT:s dokumentärserie "Sveriges bästa äldreboende".

## Biografi
Ljunggren började arbeta redan som 17-åring i äldrevården och har alltsedan dess haft ett stort engagemang för detta område. 1987 var hon med och startade föreningen Dementia, och 1994 startade hon gruppboendet Hattstugan i När, Gotland, för personer med demenshandikapp. Boendet har blivit en förebild och lockar till sig studiebesök från bland annat Japan, samt var med i SvT:s dokumentärserie "Sveriges bästa äldreboende" 2013.

## Utmärkelser
- 2013 - Årets Gotlänning av Gotlands tidningars läsare, med juryns motivering ”Hon tar fighten för de gamla och blev rikskänd genom tv-programmet Sveriges bästa äldreboende. Jane Lindell Ljunggren brinner av en nyfikenhet. Hon driver demensboendet Hattstugan i När tillsammans med sin syster. Hon ger äldre som drabbats av demens och stroke ett bra liv genom att lära känna dem från grunden. Med hjälp av dofter, musik och gamla saker får personal ledtrådar vem den demenssjuke är. På Hattstugan jobbas det också intensivt med levnadsberättelser som fylls på men som bygger på sådant som hänt tidigare i livet.”[3]
- 2016 - Solstickepriset "till Jane Lindell Ljunggren, eldsjäl och visionär, som outtröttlig verkar för god och värdig omsorg för personer med demenssjukdom"[4]